# Algorisme RLS
L'algorisme RLS  (de l'anglès,  recursive-Least-Squares algorithm ) s'usa en filtres adaptatius per trobar els coeficients del filtre que permeten obtenir el mínim quadrat del senyal d'error (definit com la diferència entre el senyal desitjat i el senyal produït a la sortida del filtre) en forma recursiva.

## Motivació
Considereu el model de sèries temporals lineal
{\displaystyle y(n+1)=wx(n)+e(n)}
on {\displaystyle e(n)\sim N(0,1)} és soroll blanc. Desitgem estimar el paràmetre {\displaystyle w} mitjançant quadrats mínims. A cada instant {\displaystyle N} ens referim al nou estimador de quadrats mínims per {\displaystyle {\hat {w}}_{N}}. A mesura que passa el temps, voldríem evitar repetir l'algorisme per trobar el nou estimador {\displaystyle {\hat {w}}_{N+1}} en termes de {\displaystyle {\hat {w}}_{N}}, sinó actualitzar-utilitzant diferents tècniques.
L'avantatge de l'ús de l'algorisme RLS és que no hi ha necessitat d'invertir matrius extremadament grans, estalviant així poder de còmput.